# Temporada da LEB Ouro de 2017–18
A Temporada da LEB Ouro de 2017–18 foi a 22.ª edição da competição de secundária do basquetebol masculino da Espanha segundo sua piramide estrutural. É organizada pela Federação Espanhola de Basquete, sendo sua primeira liga.

## Clubes Participantes
| Clube                              | Cidade                | Arena                         | Treinador                 |
| ---------------------------------- | --------------------- | ----------------------------- | ------------------------- |
| Actel Força Lleida                 | Lleida                | Pavelló Barris Nord           | Jorge Serna               |
| Cáceres Patrimonio de la Humanidad | Cáceres               | Multiusos Ciudad de Cáceres   | Ñete Bohígas              |
| Cafés Candelas Breogán             | Lugo                  | Pazo dos Deportes             | Natxo Lezkano             |
| Carramimbre CBC Valladolid         | Valladolid            | Pisuerga                      | Paco García               |
| CB Clavijo                         | Logroño               | Palacio de los Deportes       | Jenaro Díaz               |
| CB Prat                            | El Prat de Llobregat  | Pavelló Joan Busquets         | Arturo Álvarez            |
| Chocolates Trapa Palencia          | Palencia              | Pabellón Municipal            | Alejandro Martínez        |
| Club Melilla Baloncesto            | Melilla               | Pabellón Javier Imbroda Ortiz | Alejandro Alcoba          |
| FC Barcelona Lassa B               | Sant Joan Despí       | Ciutat Esportiva Joan Gamper  | Alfred Julbe              |
| Iberostar Palma                    | Palma                 | Son Moix                      | Félix Alonso              |
| ICL Manresa                        | Manresa               | Nou Congost                   | Aleix Duran               |
| Levitec Huesca                     | Huesca                | Palacio Municipal de Huesca   | Guillermo Arenas          |
| Leyma Coruña                       | A Coruña              | Pazo dos Deportes de Riazor   | Gustavo Aranzana          |
| Río Ourense Termal                 | Ourense               | Pazo Paco Paz                 | Gonzalo García de Vitoria |
| Sáenz Horeca Araberri              | Vitoria-Gasteiz       | Mendizorrotza                 | Antonio Pérez             |
| Sammic Hostelería                  | Azpeitia              | Municipal                     | Lolo Encinas              |
| TAU Castelló                       | Castellón de la Plana | Pabellón Ciutat de Castelló   | Toni Ten                  |
| Unión Financiera Baloncesto Oviedo | Oviedo                | Polideportivo de Pumarín      | Carles Marco              |

## Formato
A competição é disputada por 18 equipes (2 rebaixadas da Liga ACB, 14 remanescentes e 2 ascendidas da Liga LEB Prata) em temporada regular onde as equipes se enfrentam com jogos sendo mandante e visitante, determinando ao término desta as colocações do primeiro ao último colocados. Prevê-se a promoção à Liga ACB o primeiro colocado da temporada regular, juntamente do vencedor dos playoffs, desde que cumpram-se os requisitos propostos no "Convênio de colaboração" com a Liga ACB.

## Temporada Regular

### Tabela de Classificação
| Pos. | Clube                              | J  | V  | D  | PF   | PC   | Pts. | Classificação           |
| ---- | ---------------------------------- | -- | -- | -- | ---- | ---- | ---- | ----------------------- |
| 1    | Cafés Candelas Breogán             | 34 | 28 | 6  | 2958 | 2555 | 62   | Promovido para Liga ACB |
| 2    | CB Prat                            | 34 | 25 | 9  | 2504 | 2298 | 59   | Playoffs                |
| 3    | ICL Manresa                        | 34 | 24 | 10 | 2683 | 2488 | 58   | Playoffs                |
| 4    | Unión Financiera Baloncesto Oviedo | 34 | 22 | 12 | 2597 | 2515 | 56   | Playoffs                |
| 5    | Club Melilla Baloncesto            | 34 | 21 | 13 | 2534 | 2412 | 55   | Playoffs                |
| 6    | TAU Castelló                       | 34 | 19 | 15 | 2629 | 2626 | 53   | Playoffs                |
| 7    | Chocolates Trapa Palencia          | 34 | 18 | 16 | 2547 | 2497 | 52   | Playoffs                |
| 8    | Leyma Coruña                       | 34 | 16 | 18 | 2591 | 2602 | 50   | Playoffs                |
| 9    | Carramimbre CBC Valladolid         | 34 | 15 | 19 | 2628 | 2607 | 49   | Playoffs                |
| 10   | Cáceres Patrimonio de la Humanidad | 34 | 15 | 19 | 2575 | 2708 | 49   |                         |
| 11   | Sáenz Horeca Araberri              | 34 | 15 | 19 | 2821 | 2869 | 49   |                         |
| 12   | FC Barcelona Lassa B               | 34 | 13 | 21 | 2575 | 2717 | 47   |                         |
| 13   | Iberostar Palma                    | 34 | 13 | 21 | 2495 | 2597 | 47   |                         |
| 14   | Río Ourense Termal                 | 34 | 13 | 21 | 2541 | 2587 | 47   |                         |
| 15   | Levitec Huesca                     | 34 | 13 | 21 | 2402 | 2546 | 47   |                         |
| 16   | Actel Força Lleida                 | 34 | 12 | 22 | 2530 | 2624 | 46   |                         |
| 17   | Sammic Hostelería                  | 34 | 12 | 22 | 2422 | 2652 | 46   | Rebaixados              |
| 18   | CB Clavijo                         | 34 | 12 | 22 | 2523 | 2655 | 46   | Rebaixados              |

### Partidas
| Casa\Visitante                     | ACT   | CAC    | CAF   | CAR   | CLA   | CPR   | PAL   | MEL   | FCB    | IBE   | ICL    | HUE    | LEY   | OUR   | ARA    | SAM    | CAS   | OVI    |
| ---------------------------------- | ----- | ------ | ----- | ----- | ----- | ----- | ----- | ----- | ------ | ----- | ------ | ------ | ----- | ----- | ------ | ------ | ----- | ------ |
| Actel Força Lleida                 |       | 91-67  | 73-86 | 71-81 | 70-62 | 66-58 | 75-84 | 60-68 | 95-78  | 89-94 | 68-74  | 59-69  | 72-76 | 73-77 | 94-84  | 76-65  | 75-84 | 74-80  |
| Cáceres Patrimonio de la Humanidad | 84-73 |        | 77-84 | 64-92 | 91-77 | 60-82 | 71-68 | 75-73 | 95-73  | 79-77 | 74-68  | 57-71  | 80-61 | 84-75 | 89-85  | 77-81  | 83-75 | 72-97  |
| Cafés Candelas Breogán             | 81-49 | 101-73 |       | 96-74 | 96-50 | 85-63 | 80-82 | 78-67 | 105-64 | 93-80 | 98-81  | 91-53  | 84-73 | 83-71 | 106-98 | 93-89  | 97-69 | 91-65  |
| Carramimbre CBC Valladolid         | 75-60 | 85-65  | 84-85 |       | 87-92 | 59-65 | 67-72 | 95-70 | 73-87  | 84-89 | 65-74  | 83-75  | 94-84 | 81-93 | 106-85 | 62-73  | 90-73 | 91-86  |
| CB Clavijo                         | 75-81 | 71-76  | 76-92 | 85-72 |       | 62-68 | 91-82 | 71-73 | 72-80  | 76-60 | 73-61  | 103-85 | 85-66 | 59-69 | 73-76  | 75-58  | 78-74 | 80-84  |
| CB Prat                            | 84-60 | 70-59  | 79-81 | 67-57 | 83-57 |       | 71-69 | 70-73 | 78-69  | 78-76 | 87-79  | 67-59  | 75-60 | 86-76 | 85-67  | 76-72  | 68-69 | 65-61  |
| Chocolates Trapa Palencia          | 85-79 | 71-80  | 70-74 | 76-73 | 86-71 | 67-76 |       | 69-72 | 62-64  | 81-77 | 72-76  | 78-63  | 76-64 | 74-72 | 97-96  | 80-63  | 70-73 | 73-62  |
| Club Melilla Baloncesto            | 80-95 | 94-65  | 79-83 | 79-62 | 76-68 | 62-69 | 67-60 |       | 71-54  | 87-72 | 68-66  | 82-66  | 58-85 | 91-80 | 90-66  | 84-77  | 75-68 | 61-64  |
| FC Barcelona Lassa B               | 76-69 | 87-78  | 72-81 | 75-84 | 68-88 | 78-71 | 71-74 | 71-84 |        | 69-53 | 94-103 | 88-85  | 72-79 | 83-69 | 77-89  | 80-64  | 77-87 | 71-86  |
| Iberostar Palma                    | 76-80 | 69-64  | 80-70 | 74-62 | 95-76 | 85-79 | 60-72 | 57-69 | 76-65  |       | 74-82  | 68-60  | 90-97 | 67-69 | 71-70  | 56-80  | 78-80 | 76-84  |
| ICL Manresa                        | 68-74 | 81-73  | 90-78 | 78-75 | 91-70 | 75-62 | 78-73 | 69-77 | 91-76  | 72-67 |        | 73-54  | 75-81 | 89-65 | 99-88  | 88-61  | 93-62 | 70-68  |
| Levitec Huesca                     | 64-73 | 81-78  | 87-76 | 63-67 | 62-79 | 73-81 | 64-67 | 80-70 | 77-73  | 71-79 | 77-82  |        | 82-63 | 72-69 | 82-70  | 73-69  | 70-65 | 66-70  |
| Leyma Coruña                       | 93-74 | 79-75  | 86-93 | 59-69 | 80-66 | 65-81 | 96-78 | 67-78 | 89-79  | 79-90 | 66-74  | 70-76  |       | 77-75 | 76-68  | 79-59  | 64-52 | 71-76  |
| Río Ourense Termal                 | 75-84 | 90-72  | 79-67 | 65-72 | 70-72 | 61-58 | 71-74 | 52-61 | 76-81  | 63-76 | 86-78  | 73-59  | 84-87 |       | 98-75  | 77-65  | 65-75 | 70-61  |
| Sáenz Horeca Araberri              | 93-84 | 78-91  | 97-91 | 83-81 | 95-79 | 49-75 | 80-72 | 78-73 | 80-68  | 85-88 | 70-71  | 94-89  | 80-99 | 90-97 |        | 112-92 | 82-74 | 104-74 |
| Sammic Hostelería                  | 80-75 | 79-74  | 61-81 | 73-67 | 77-72 | 69-73 | 69-86 | 71-67 | 66-86  | 70-62 | 62-71  | 76-73  | 72-71 | 89-80 | 66-88  |        | 71-96 | 70-77  |
| TAU Castelló                       | 79-75 | 91-90  | 89-91 | 97-98 | 85-69 | 76-70 | 78-75 | 88-76 | 80-90  | 82-66 | 69-87  | 63-78  | 82-76 | 82-64 | 89-88  | 78-67  |       | 83-62  |
| Unión Financiera Baloncesto Oviedo | 67-64 | 78-83  | 75-87 | 74-63 | 86-70 | 82-84 | 73-72 | 64-61 | 87-79  | 80-57 | 81-76  | 80-61  | 80-71 | 90-85 | 73-78  | 87-66  | 68-62 |        |

## Playoffs

### Confrontos
|  | Quartas-de-final | Quartas-de-final                   | Quartas-de-final          |             |             | Semifinais | Semifinais | Semifinais |  |  | Final | Final              | Final |
|  |                  |                                    |                           |             |             |            |            |            |  |  |       |                    |       |
|  |                  | CB Prat                            | 3                         |             |             |            |            |            |  |  |       |                    |       |
|  |                  | Carramimbre CBC Valladolid         | 0                         |             |             |            |            |            |  |  |       |                    |       |
|  |                  | Carramimbre CBC Valladolid         | 0                         |             | CB Prat     | 2          |            |            |  |  |       |                    |       |
|  |                  |                                    |                           |             | CB Prat     | 2          |            |            |  |  |       |                    |       |
|  |                  |                                    | Melilla Baloncesto        | 3           |             |            |            |            |  |  |       |                    |       |
|  |                  | Melilla Baloncesto                 | Melilla Baloncesto        | 3           | 3           |            |            |            |  |  |       |                    |       |
|  |                  | Melilla Baloncesto                 |                           |             | 3           |            |            |            |  |  |       |                    |       |
|  |                  | TAU Castelló                       | 1                         |             |             |            |            |            |  |  |       |                    |       |
|  |                  |                                    |                           |             |             |            |            |            |  |  |       | Melilla Baloncesto | 2     |
|  |                  |                                    |                           | ICL Manresa | 3           |            |            |            |  |  |       |                    |       |
|  |                  | ICL Manresa                        | 3                         |             |             |            |            |            |  |  |       |                    |       |
|  |                  | Leyma Coruña                       | 2                         |             |             |            |            |            |  |  |       |                    |       |
|  |                  | Leyma Coruña                       | 2                         |             | ICL Manresa | 3          |            |            |  |  |       |                    |       |
|  |                  |                                    |                           |             | ICL Manresa | 3          |            |            |  |  |       |                    |       |
|  |                  |                                    | Chocolates Trapa Palencia | 0           |             |            |            |            |  |  |       |                    |       |
|  |                  | Unión Financiera Baloncesto Oviedo | Chocolates Trapa Palencia | 0           | 2           |            |            |            |  |  |       |                    |       |
|  |                  | Unión Financiera Baloncesto Oviedo |                           |             | 2           |            |            |            |  |  |       |                    |       |
|  |                  | Chocolates Trapa Palencia          | 3                         |             |             |            |            |            |  |  |       |                    |       |

#### Quartas de final
| Time 1                             | Série | Time 2                     | 1º Jogo | 2º Jogo | 3º Jogo | 4º Jogo | 5º Jogo |
| ---------------------------------- | ----- | -------------------------- | ------- | ------- | ------- | ------- | ------- |
| CB Prat                            | 3-0   | Carramimbre CBC Valladolid | 82-54   | 57-49   | 82-54   |         |         |
| Melilla Baloncesto                 | 3-1   | TAU Castelló               | 95-67   | 83-80   | 69-71   | 66-73   |         |
| ICL Manresa                        | 3-2   | Leyma Coruña               | 70-59   | 74-80   | 72-75   | 85-80   | 71-68   |
| Unión Financiera Baloncesto Oviedo | 2-3   | Chocolates Trapa Palencia  | 64-58   | 91-76   | 60-64   | 81-91   | 54-66   |

#### Semifinal
| Time 1      | Série | Time 2                    | 1º Jogo | 2º Jogo | 3º Jogo | 4º Jogo | 5º Jogo |
| ----------- | ----- | ------------------------- | ------- | ------- | ------- | ------- | ------- |
| CB Prat     | 2 - 3 | Melilla Baloncesto        | 63-64   | 63-59   | 75-79   | 78-66   | 63-64   |
| ICL Manresa | 3 - 0 | Chocolates Trapa Palencia | 86-85   | 82-80   | 83-76   |         |         |

#### Final
| Time 1             | Série | Time 2      | 1º Jogo | 2º Jogo | 3º Jogo | 4º Jogo | 5º Jogo |
| ------------------ | ----- | ----------- | ------- | ------- | ------- | ------- | ------- |
| Melilla Baloncesto | 2 - 3 | ICL Manresa | 76-83   | 74-76   | 78-74   | 86-74   | 67-97   |

## Promoção e rebaixamento
Cafés Candelas Breogán (Campeão), ICL Manresa (vencedor do playoff de promoção)
 Sammic Hostelería, CB Clavijo

## Copa Princesa de Astúrias 2018
Em partida única disputada em Lugo, enfrentaram-se os dois primeiros colocados na tabela na metade da temporada regular. O troféu é realizado em homenagem à Leonor, Princesa das Astúrias, herdeira ao trono da Espanha.
| 03 de fevereiro de 2018 20:45 UTC+0 | relatório | Cafes Candelas Breogán                       | 90–86 | ICL Manresa |  | Pazo Provincial, Lugo |  |
| 03 de fevereiro de 2018 20:45 UTC+0 | relatório | Placar por quarto: 23-19, 32-14, 18-31, 17-2 |       |             |  | Pazo Provincial, Lugo |  |

## Artigos relacionados
- Liga Endesa
- Seleção Espanhola de Basquetebol